# United States Mint Police

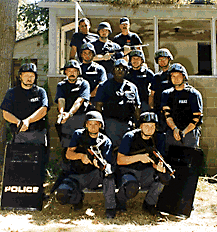
SRT

Die United States Mint Police (dt. etwa: Münzpolizei der Vereinigten Staaten) ist eine Polizeibehörde der Vereinigten Staaten von Amerika, die für die Sicherheit des US-amerikanischen Finanzministeriums und der nachgeordneten Münzprägeanstalt United States Mint verantwortlich ist. 
Die United States Mint Police wurde 1792 gegründet und ist somit eine der ältesten noch bestehenden Bundeseinrichtungen in den USA überhaupt. Ihr Sitz ist in Washington, D.C. Behördenleiter ist zurzeit Dennis O’Connor (Associate Director for Protection/Chief, U.S. Mint Police).
Die U.S. Mint Police schützt Werte von über 100 Milliarden Dollar der staatlichen Reserven, z. B. Edelmetalle und Bargeld. Die zu schützenden Depots befinden sich in Washington, D.C., Philadelphia, Denver, San Francisco und Fort Knox; an diesen Orten befinden sich auch Dienststellen der U.S. Mint. Auch der Schutz der etwa 2800 Mitarbeiter und Tausenden von Besuchern fällt in den Verantwortungsbereich der Behörde.
Die Standardhandwaffe wird von SIG Sauer hergestellt, die Kraftfahrzeuge erhält die Polizei von der General Services Administration.
Die Spezialeinheit (SWAT) der United States Mint Police ist das Special Response Team (SRT).